# アリューシャンカスベ
アリューシャンカスベ（Bathyraja aleutica) はソコガンギエイ属に属するエイの一種である。北日本からアリューシャン列島、アラスカ南東部までの北太平洋に分布し、水深15-1602メートルに生息する。最大で全長161センチメートルになる。ベーリング海東部からアラスカ湾にかけての海域では最も個体数の多いソコガンギエイ属魚類である。卵生で、一度に2個の卵を砂泥底に産み付ける。卵は長さ120-136ミリメートル、幅73-90ミリメートル。